# Ancasti (departamento)
Ancasti é um departamento da Argentina, localizado na província de Catamarca.

## Demografia
Segundo os Censos de 2010, a população do departamento em 2010 era de 2.917 habitantes.
Últimos censos:
- 1991: 2.598 habitantes
- 2001: 3.082 habitantes
- 2010: 2.917 habitantes

fonte: INDEC

## Municípios
O departamento de Ancasti possui único município: Ancasti.